# Ronde van Colombia (mannen)
De Ronde van Colombia was tot 2018 de belangrijkste wielerronde van Colombia, van 2018-2020 werd deze plaats ingenomen door de Tour Colombia. In deze drie jaren was de Ronde van Colombia een nationale wedstrijd. In 2021, met het (tijdelijke) verdwijnen van Tour Colombia, kwam de ronde terug op de internationale kalender. Van 2005-2017 was en vanaf 2021 is de koers onderdeel van de UCI America Tour. De wedstrijd wordt vrijwel altijd gewonnen door een Colombiaan.
José Castelblanco werd in 2004 als winnaar geschrapt, nadat hij schuldig werd bevonden aan het gebruik van doping. Nummer twee Libardo Niño werd toen als winnaar uitgeroepen. Desondanks heeft Castelblanco de ronde nog altijd viermaal winnend afgesloten. Het record is met zes eindoverwinningen in handen van Rafael Antonio Niño. Ook de winnaar van 2023, Miguel Ángel López, raakte zijn overwinning kwijt. Rodrigo Contreras kwam de zege alsnog toe.

## Kalender
In de periode dat de koers deel uit maakte van de UCI America Tour werd deze in afwisselende perioden verreden. In de onderbroken jaren 2018-2020 was dit respectievelijk in augustus, juni en november.
| April         | 2021 |      |      |      |      |      |      |
| Mei           | 2008 |      |      |      |      |      |      |
| Juni          | 2009 | 2011 | 2013 | 2016 | 2022 | 2023 | 2024 |
| Juli          | 2007 |      |      |      |      |      |      |
| Juli/augustus | 2005 |      |      |      |      |      |      |
| Augustus      | 2006 | 2010 | 2014 | 2015 | 2017 | 2025 |      |

## Meervoudige winnaars
| Zeges | Renner                  | Jaren                              |
| ----- | ----------------------- | ---------------------------------- |
| 6     | Rafael Antonio Niño     | 1970, 1973, 1975, 1977, 1978, 1980 |
| 5     | Ramón Hoyos             | 1953, 1954, 1955, 1956, 1958       |
| 4     | Martín Emilio Rodríguez | 1963, 1964, 1966, 1967             |
| 4     | Luis Herrera            | 1984, 1985, 1986, 1988             |
| 4     | José Castelblanco       | 1997, 1998, 2002, 2006             |
| 3     | Libardo Niño            | 2003, 2004, 2005                   |
| 3     | Óscar Sevilla           | 2013, 2014, 2015                   |
| 3     | Rodrigo Contreras       | 2023, 2024, 2025                   |
| 2     | Rubén Darío Gómez       | 1959, 1961                         |
| 2     | Miguel Samacá           | 1972, 1974                         |
| 2     | Alfonso Flóres Ortiz    | 1979, 1983                         |
| 2     | Fabio Parra             | 1981, 1992                         |
| 2     | Chepe González          | 1994, 1995                         |
| 2     | Félix Cárdenas          | 2011, 2012                         |

## Overwinningen per land
| Zeges | Land                          |
| ----- | ----------------------------- |
| 68    | Colombia                      |
| 4     | Spanje                        |
| 1     | Ecuador, Frankrijk, Venezuela |

2005 · 
2006 · 
2007 · 
2008 · 
2009 · 
2010 · 
2011 · 
2012 · 
2013 ·
2014 ·
2015 ·
2016 ·
2017 · 
2018 ·
2019 ·
2020 ·
2021 ·
2022 ·
2023 ·
2024 ·
2025
Belangrijkste wedstrijden

Ronde van San Luis · Ronde van Californië · Ronde van Utah · USA Pro Challenge · Ronde van Alberta